# Andriivka, Skvîra
Andriivka (în ucraineană Андріївка) este un sat în comuna Velîkopolovețke din raionul Skvîra, regiunea Kiev, Ucraina.

## Demografie
Componența lingvistică a localității Andriivka
     Ucraineană (91,67%)
     Rusă (8,33%)
Conform recensământului din 2001, majoritatea populației localității Andriivka era vorbitoare de ucraineană (91,67%), existând în minoritate și vorbitori de rusă (8,33%).